# Lac Nantais
Pour les articles homonymes, voir Nantais.
Le lac Nantais est un plan d'eau douce du territoire non organisé de la Rivière-Koksoak, dans Kativik, dans la région administrative du Nord-du-Québec, au Québec, au Canada.

## Géographie
Le lac Nantais se situe à environ 160 km au sud du détroit d'Hudson, à la pointe nord du Québec ; à 103 km au sud de l'aéroport de Kangiqsujuaq (sur la baie d'Ungava) ; à 198 km à l'est de l'aéroport de Akulivik (sur la baie d'Hudson).
Les bassins versants voisins du lac Nantais sont :
- côté Est : rivière Vachon et rivière Interrompu ;
- côté Sud : lac Lesdiguières, rivière Arpalirtuq et rivière Lestage ;
- côté Ouest : lac Vaubert, lac Allemand et rivière Kuuvvaluk ;
- côté Nord : rivière Chukotat, rivière Iktotat et rivière de Povirnituq.

Le lac Nantais est alimenté par une dizaine de cours d'eau sur sa rive nord, par la rivière de Puvirnituq qui se déverse au fond de la pointe nord-ouest du lac.
Le lac Nantais affiche une longueur de 78 km (dans le sens est-ouest) et une largeur de 9 km. D'une forme complexe (nombreuses baies et presqu'îles), ce plan d'eau de la péninsule de l'Ungava comporte une superficie de 262 km2.
Le lac Nantais se déverse par sa rive sud dans la rivière Arpalirtuq qui coule vers le sud jusque dans le lac Klotz lequel est interrelié par le côté ouest au lac Calme et lac Headwind. Le courant passe par le goulet Qurngualuk. Le lac Klotz se déverse du côté est dans la rivière Lepellé, laquelle se déverse à son tour dans la rivière Arnaud. Cette dernière coule vers le nord-est jusqu'à la baie Payne de la baie d'Ungava.

## Toponymie
Proposée par la "Commission de géographie du Canada" et approuvée en 1946 par la "Commission de géographie de Québec", cette appellation toponymique évoquait le mérite d'Isaïe Nantais (Holyoke, Massachusetts, 1888 ‑ Loretteville, 1975). À priori, il exerça comme journaliste à Montréal. En 1924, il est engagé par le Service de la protection des forêts, organisme nouvellement fondé par le gouvernement du Québec.
Après avoir mené une enquête sous l'égide de la "Commission des opérations forestières", Isaïe Nantais est assigné le 28 juin 1941 dans la fonction de secrétaire de la "Commission de géographie de Québec". Il exerça cette fonction jusqu'à sa retraite en 1960.
Son personnage était doué de plusieurs talents notamment poète, adepte des arts et amant de la nature. Isaïe Nantais contribua significativement à l'avancement de la toponymie québécoise notamment par ses recherches approfondies et par ses interventions auprès des autorités toponymiques fédérales afin de faire reconnaitre le fait français dans les désignations toponymiques.
Travailleur acharné, Isaïe Nantais s'est appliqué tout au long de sa carrière à faire des corrections aux cartes topographiques, notamment celles produites sous l'égide du gouvernement fédéral. Grâce à ses recherches, il a pu établir la véracité de l'origine de très nombreux toponymes, et en démontrant leur ancienneté dans la grande majorité des cas. À la demande des gouvernements canadien et québécois, il a aussi baptisé une foule d'entités géographiques du territoire, notamment 600 cantons et de multiples lacs parmi les plus importants, particulièrement dans le Nord du Québec.
De 1945 à 1955, Isaïe Nantais a rédigé un dictionnaire manuscrit sur les lacs du Québec comportant environ 2 000 pages. Le lac Nantais est aussi désigné chez les Inuits sous les appellations "Tasivik" qui pourrait se traduire par "élargissement de la rivière" et "Qunngualuup Tasinga" ou "Quurgualuup Tasialungam" signifiant "lac de la mauvaise rivière".
Une carte géologique de 1953 identifie ce plan d'eau sous l'appellation de "Bear Lake".
Le toponyme Lac Nantais a été officialisé le 5 décembre 1968 à la Banque des noms de lieux de la Commission de toponymie du Québec.